# Museo de Motores y Mecanismos
El Museo de Motores y Mecanismos es un museo universitario ubicado en Palermo, Italia. Forma parte del Sistema Museal de la Universidad de Estudios de Palermo.
Inaugurado el 25 de febrero de 2011, presenta una colección variada de motores y equipos industriales, científicos y pedagógicos, utilizados en diversos campos de la investigación y la enseñanza desde la segunda mitad del siglo XIX.
El museo se dedica a la investigación, restauración y difusión de su patrimonio, de acuerdo con las recomendaciones del ICOM (Consejo Internacional de Museos). Organiza exposiciones, seminarios, talleres y actividades educativas, y colabora con otros museos, instituciones y asociaciones en el marco de las iniciativas culturales promovidas por la Universidad de Estudios de Palermo.
El 31 de mayo de 2017, el museo fue reconocido por la Sociedad Americana de Ingenieros Mecánicos (ASME) con la distinción "Mechanical Engineering Heritage Collection" por su importancia histórica, técnica y de colección.

## La historia de la colección

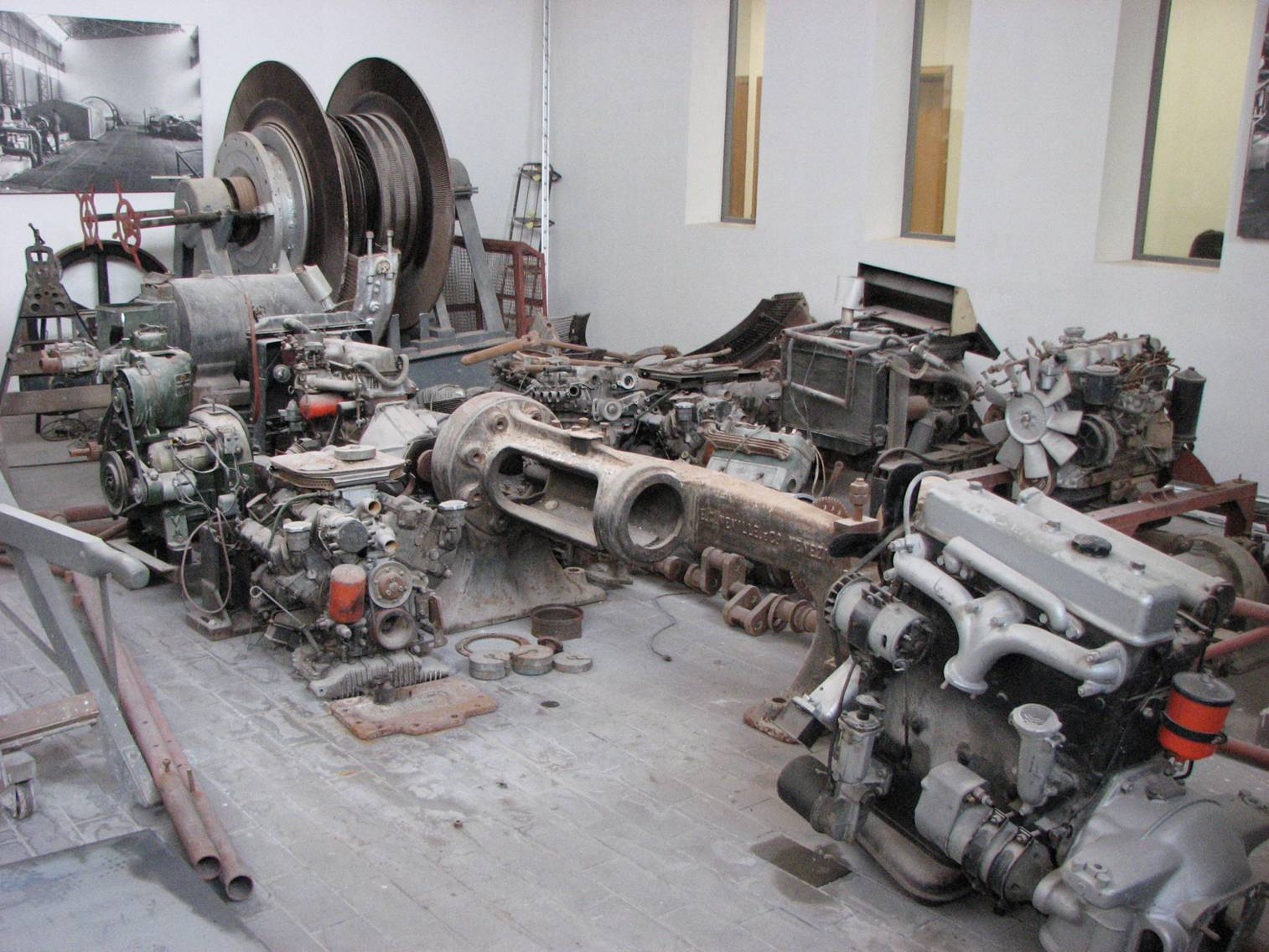
Uno de los espacios del museo en 2008, con algunos artefactos, antes de la restauración y musealización de la colección.

El museo alberga una colección diversa de motores y equipos industriales, científicos y pedagógicos, adquiridos y utilizados en diferentes áreas de la investigación y la enseñanza desde la segunda mitad del siglo XIX, con la fundación en 1866 de la Escuela Real de Aplicación para Ingenieros y Arquitectos de la Universidad de Palermo. La colección permite ilustrar la evolución de las máquinas de fluidos y los estudios relacionados, abarcando una variedad de aplicaciones prácticas, desde los motores de vapor hasta los motores a reacción y los sistemas híbridos modernos.

## Motores estacionarios

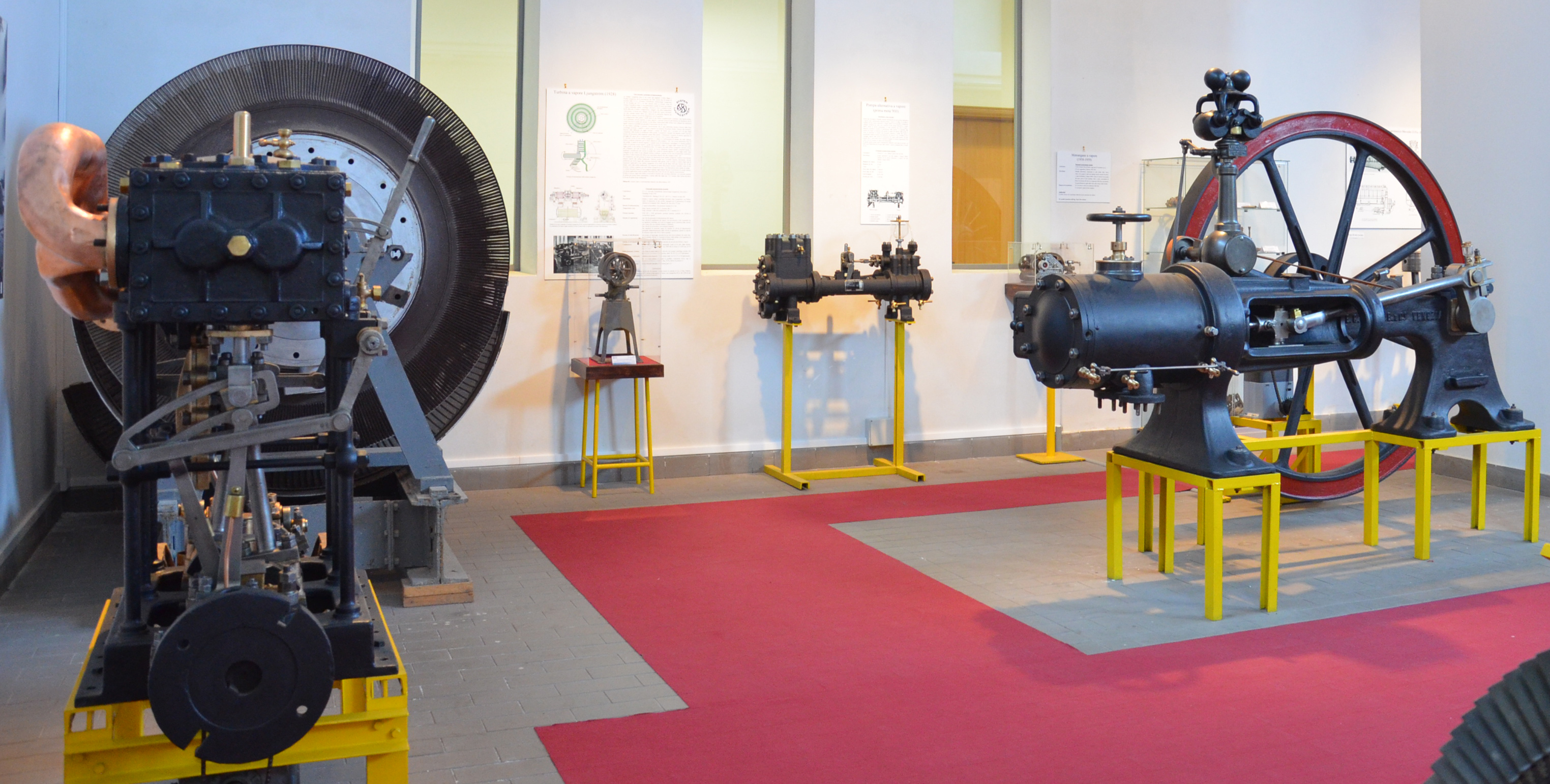
El área de exposición de motores estacionarios

Los motores de vapor representan las primeras máquinas modernas utilizadas para la transformación de la energía. Desde la segunda mitad del siglo XVIII, jugaron un papel esencial en la Primera Revolución Industrial y en los avances científicos y tecnológicos que marcaron el siglo XIX. Su uso en la producción de materias primas, bienes de consumo, así como en el transporte y la generación de electricidad, contribuyó de manera significativa a la transición de una sociedad agrícola, artesanal y comercial hacia un sistema industrial moderno.
En la Escuela Real de Aplicación para Ingenieros y Arquitectos de Palermo, los primeros estudios sobre motores de vapor datan de mediados del siglo XIX, como lo demuestran algunas de las máquinas estacionarias e instrumentos científicos más antiguos conservados en el museo. La sección dedicada a los motores estacionarios también incluye máquinas hidráulicas como las turbinas Francis, Kaplan y Pelton, reflejando su importancia en la evolución de la tecnología de las máquinas a fluidos a lo largo del tiempo.

## Motores automovilísticos

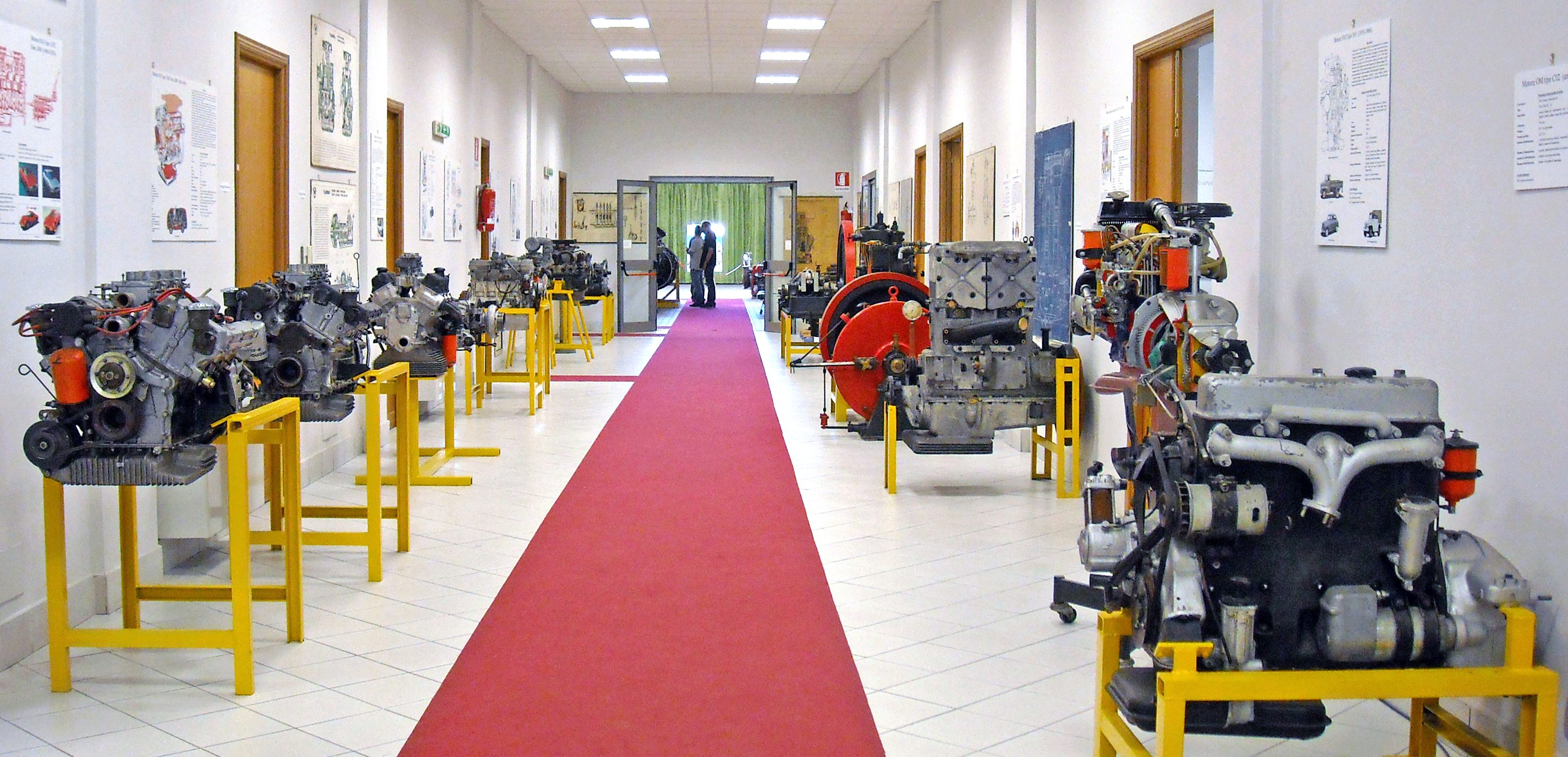
El área de exposición de motores automovilísticos

El museo presenta una colección variada de motores automovilísticos, diseñados para diversas aplicaciones. La mayoría de estos motores fueron adquiridos para actividades de investigación y enseñanza. Con el tiempo, han sido reemplazados progresivamente por modelos más modernos, actualmente utilizados en el laboratorio de motores de la Universidad de Estudios de Palermo. Por ejemplo, el contraste entre el motor Isotta Fraschini 8A de 1929 — un motor de 7,4 litros y 8 cilindros que produce 115 CV — y el motor Ford EcoBoost de 2009, un motor de 1,0 litro y 3 cilindros que ofrece la misma potencia, resalta los avances en el diseño, la eficiencia y los materiales utilizados en los motores. La colección también incluye motores de importancia histórica, como el de la FIAT 8V, los FIAT-Ferrari Dino, el Ferrari 430 moderno, así como el Lamborghini Aventador. También incluye motores de motocicletas y camiones, con ejemplos como el Lancia-Junkers Tipo 89 y diversos prototipos experimentales.

## Motores de avión

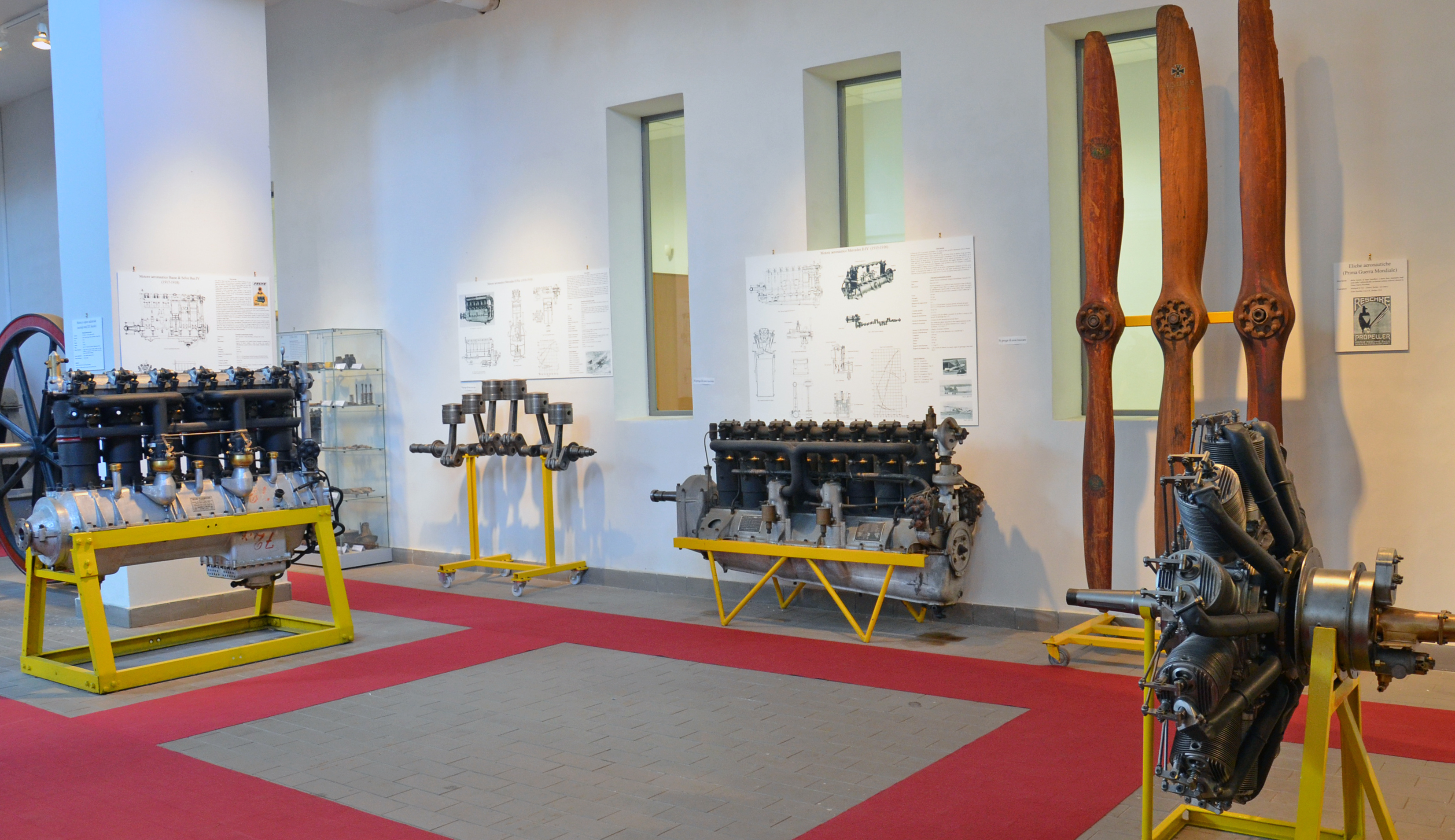
Motores de aviones de la Primera Guerra Mundial

El museo alberga una colección de motores de avión de gran importancia histórica. Algunos de estos motores datan de los primeros días de la aviación, en particular motores rotativos con cilindros radiales. Algunos de los ejemplares más antiguos provienen de Alemania y formaban parte de un lote de material técnico transferido a Italia para fines de investigación después de la Primera Guerra Mundial. Entre estos motores se encuentra el motor rotativo francés "Le Rhône" 9Jby y un raro motor contrarrotativo Siemens-Halske Sh.IIIa, que representa un avance en la evolución de los motores rotativos con cilindros radiales. La colección también incluye motores de las décadas de 1920 y 1930, fabricados en Italia para aviones de entrenamiento y aviación general, así como motores de gran tamaño de la Segunda Guerra Mundial, como el FIAT A.74, el FIAT A.80 y el Daimler-Benz DB 605, utilizados en aviones de combate alemanes e italianos, como el Messerschmitt Bf 109, el FIAT G.55, el Reggiane Re.2005 y el Macchi C.205V. Una sección de la colección está dedicada también a motores a turborreactor, que cubren el período de los años 1940 a 1980, realizados en colaboración con la Aviación italiana.

## Motores marinos

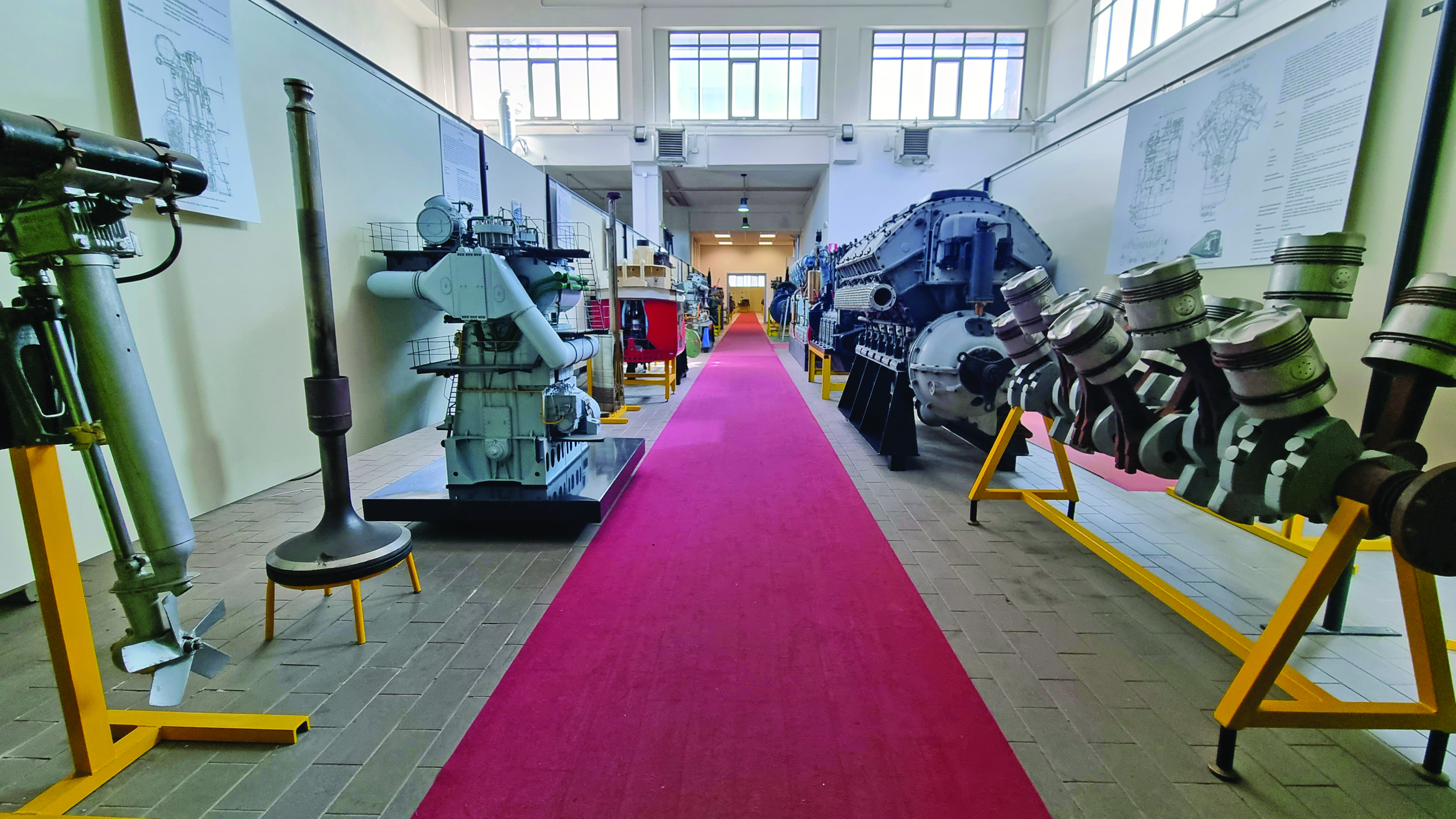
Sección de motores marinos del museo

La sección de motores marinos del museo ofrece una visión general de la evolución de los motores marinos, desde los motores de vapor hasta los modernos motores diésel de dos tiempos utilizados en grandes embarcaciones. El objeto más antiguo de la colección es un motor de vapor con compresor que data de finales del siglo XIX. La colección también incluye algunos de los motores más antiguos de la división Grandi Motori de FIAT que aún existen, como el motor FIAT S6185 de 6 cilindros en línea (1908) y el motor 2C.116, el primer motor diésel de dos tiempos de FIAT, construido en 1909. El ejemplar exhibido fue utilizado como motor de babor en el submarino Medusa de la Regia Marina, hundido en 1915 durante la Primera Guerra Mundial.
La colección también incluye modelos a escala, entre ellos el modelo del motor marino FIAT 1060S (1968), que representa el motor marino más grande producido por FIAT.

## Avión histórico FIAT G.59 4B

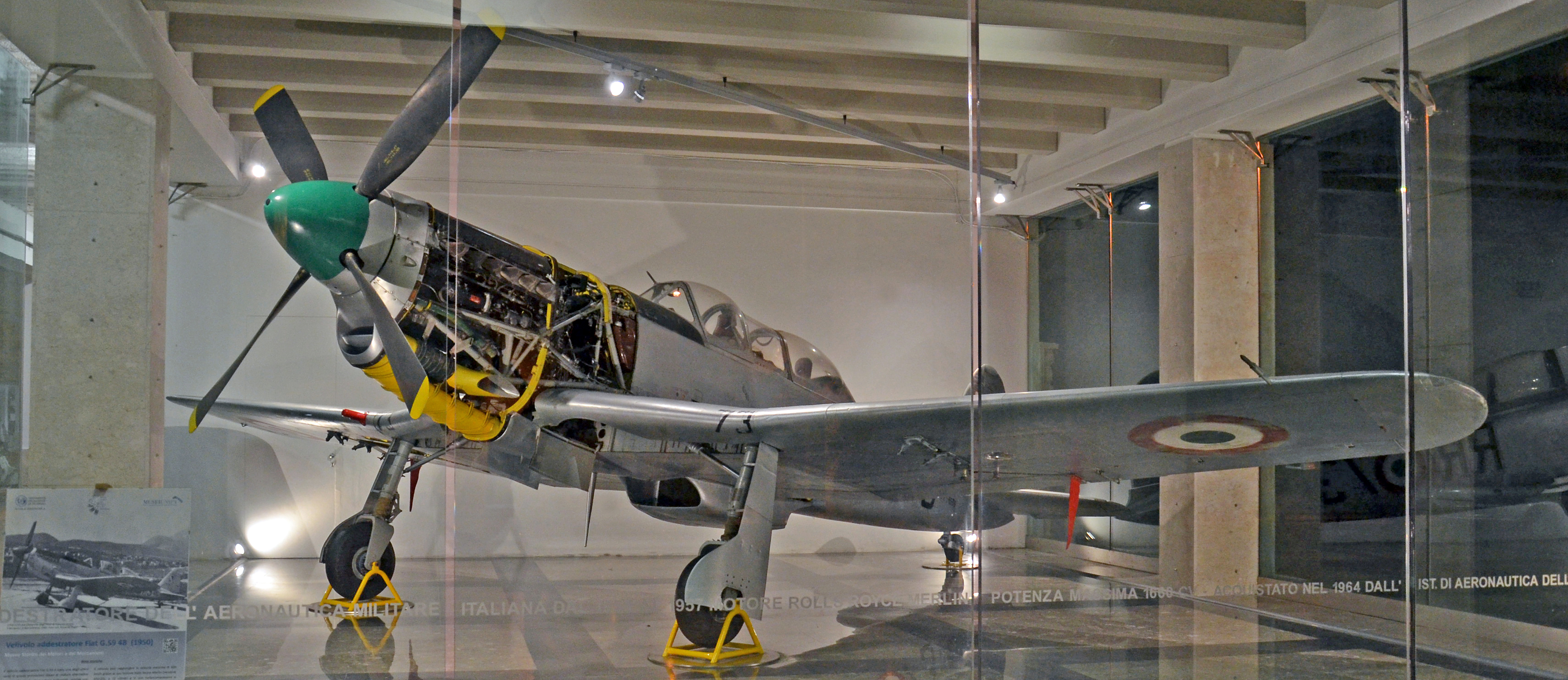
El avión histórico Fiat G.59 4B exhibido en una vitrina especialmente diseñada

La colección del museo incluye dos aviones: el Lockheed F-104S ASA-M, exhibido en el campus de la Universidad de Estudios de Palermo, y uno de los cinco únicos FIAT G.59 que han sobrevivido, el cual se presenta en una zona dedicada del museo. El FIAT G.59, diseñado por el ingeniero aeronáutico italiano Giuseppe Gabrielli, fue uno de los últimos aviones de alto rendimiento equipados con un motor de pistón y es considerado un símbolo del renacimiento de la industria aeronáutica italiana de la posguerra. Fue desarrollado a partir del FIAT G.55 Centauro, un caza italiano de la Segunda Guerra Mundial.
El FIAT G.59 fue producido por FIAT a principios de la década de 1950, con más de 180 unidades fabricadas, destinadas principalmente a la Fuerza Aérea Italiana como avión de entrenamiento avanzado. Impulsado por un motor Rolls-Royce Merlin V-12 de 1.660 CV (modelo 500-20), este avión alcanzaba una velocidad máxima de 609 km/h a 6.400 metros de altitud y un techo máximo de 12.100 metros. El FIAT G.59 4B conservado en el museo es un modelo biplaza que permaneció en servicio en la Fuerza Aérea Italiana hasta 1964. Posteriormente, fue adquirido con fines educativos por el Instituto de Aeronáutica de la Universidad de Estudios de Palermo. En 2013, el avión fue completamente restaurado en el taller del museo.

## Mecanismos didácticos y equipos técnicos

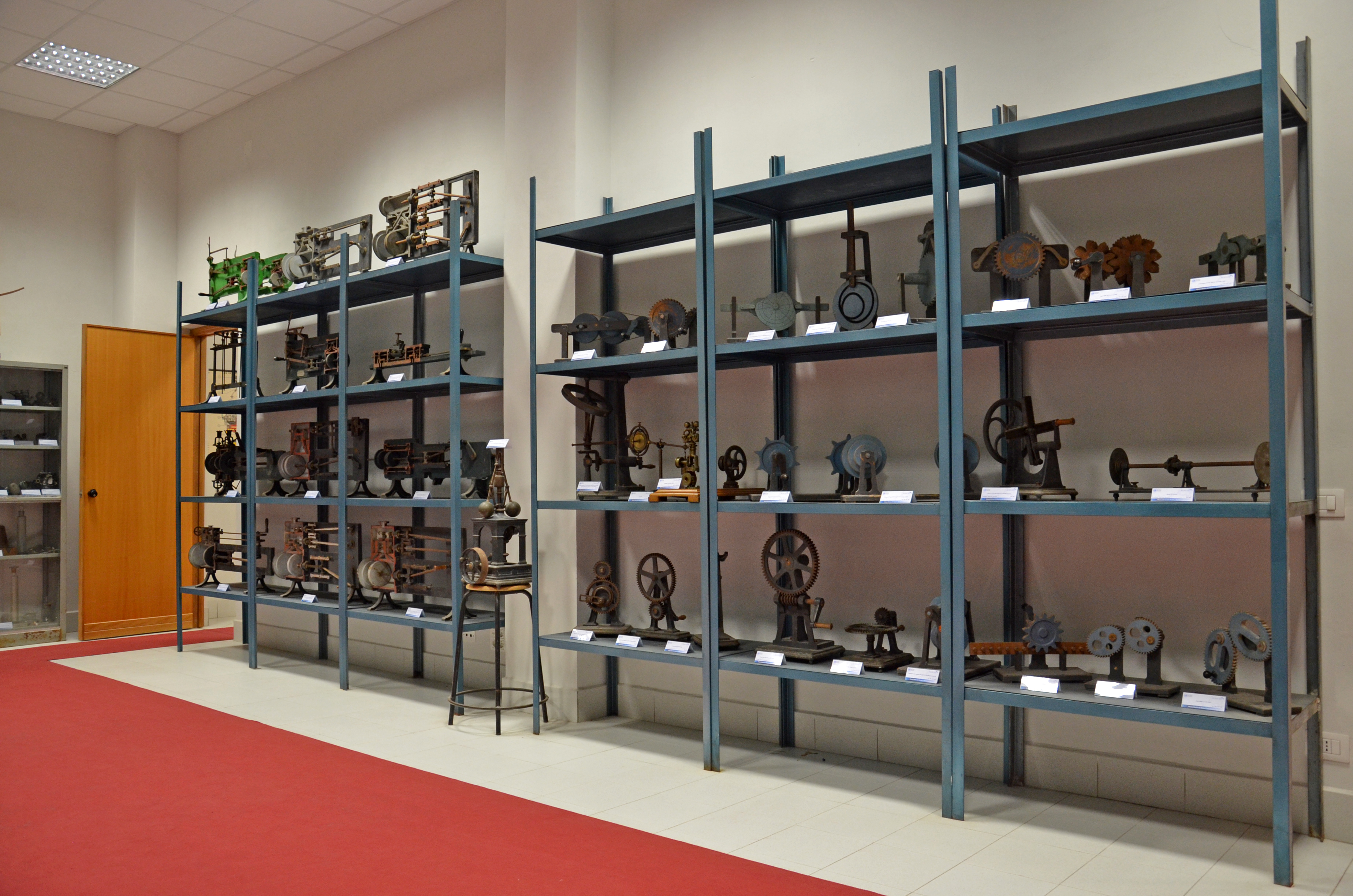
Mecanismos didácticos y equipos técnicos

El museo alberga una colección de modelos mecánicos educativos que datan de la segunda mitad del siglo XIX. Esta colección incluye más de un centenar de modelos de metal y madera que representan máquinas elementales, mecanismos y dispositivos que ilustran los perfiles de acoplamiento entre los elementos mecánicos. Estos modelos formaban parte del Gabinete de Mecánica Aplicada de la Escuela Real de Ingeniería de Palermo, fundada en 1866. Algunos de estos modelos aún se utilizan hoy en día como herramientas pedagógicas para explicar los principios fundamentales de la mecánica. Además, el museo posee una colección de instrumentos científicos históricos utilizados para el estudio de motores, incluyendo dispositivos de medición y diversos tipos de bancos de pruebas para motores.

## ASME Landmark

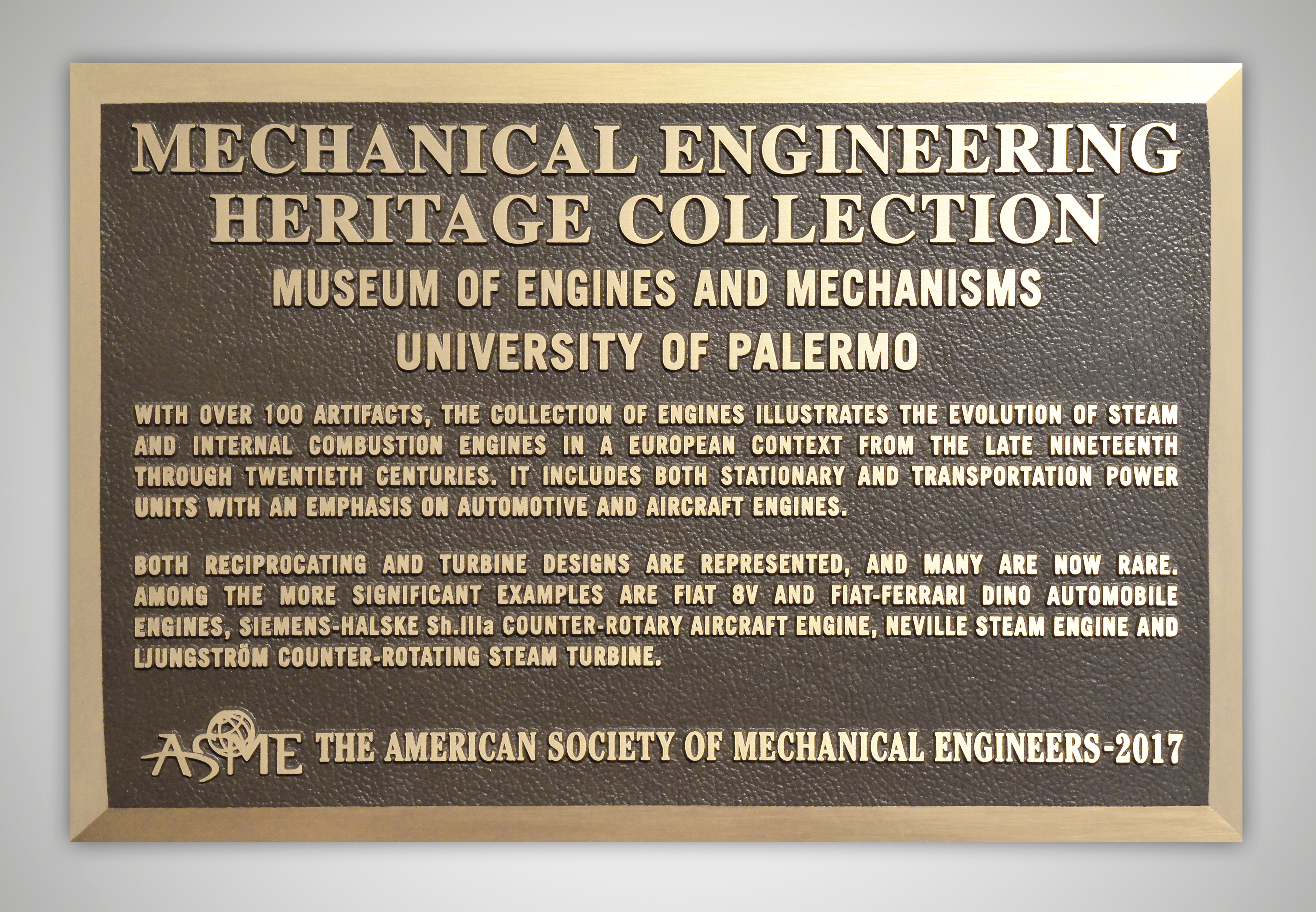
La placa ASME Landmark del Museo de Motores.

El 31 de mayo de 2017, en reconocimiento a su importancia histórica, técnica y de colección, el museo fue la primera colección italiana en recibir la distinción "Mechanical Engineering Heritage Collection", otorgada por la Sociedad Americana de Ingenieros Mecánicos (ASME). Este reconocimiento forma parte del programa History and Heritage Landmarks, lanzado por la ASME en 1971.

## Galería de imágenes

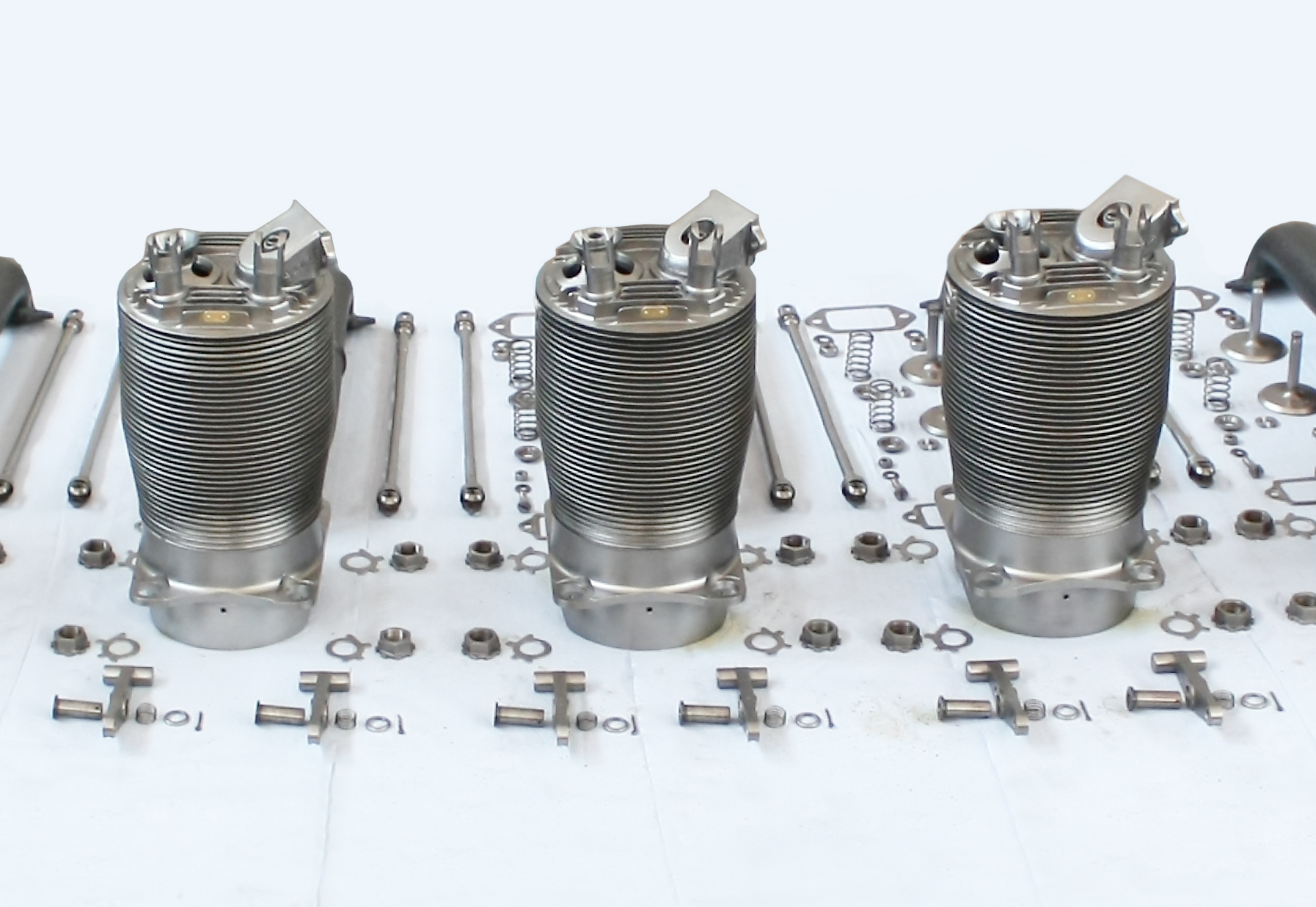
Los cilindros del motor de avión Siemens Halske Sh.IIIa durante la restauración
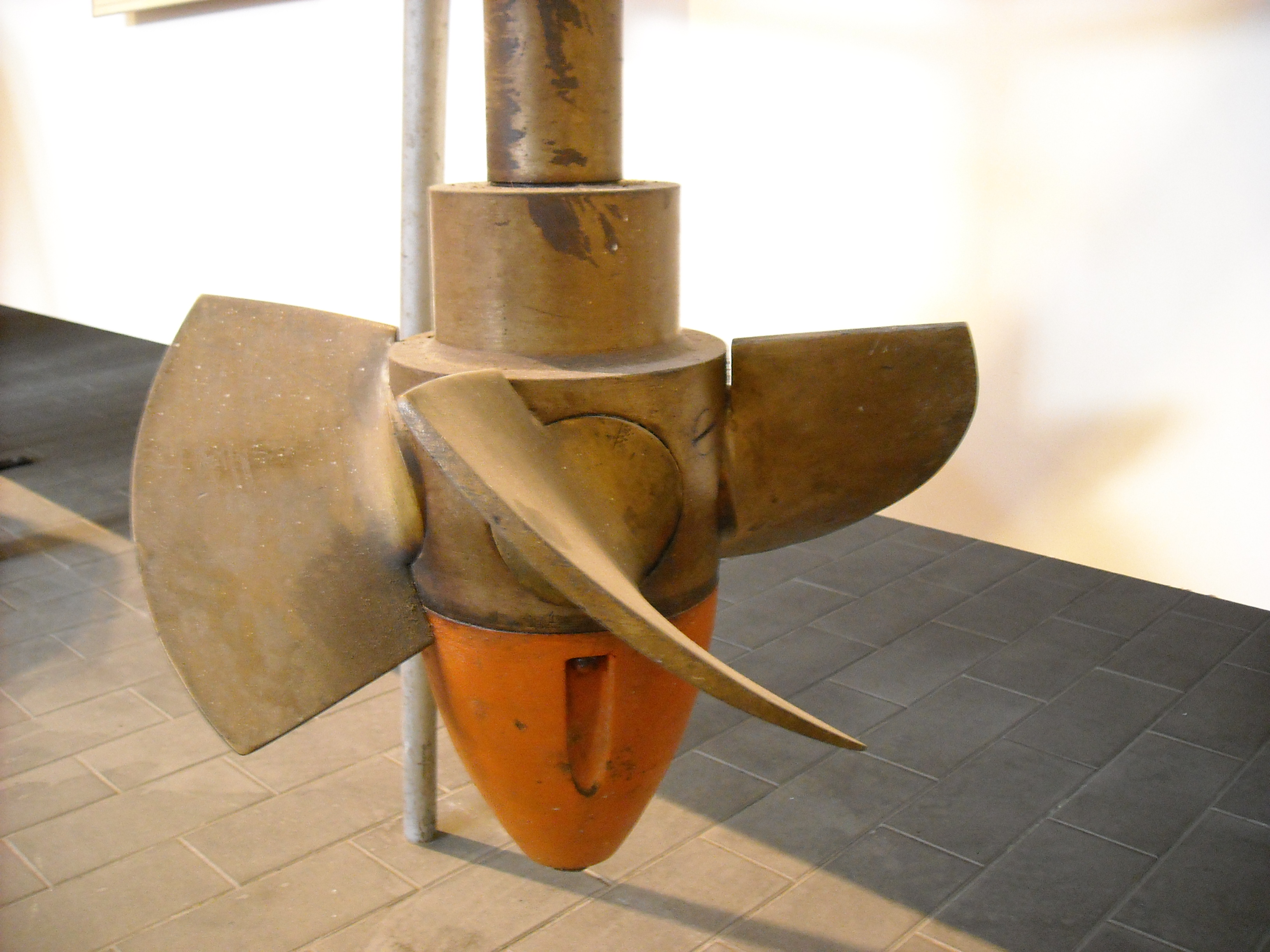
La turbina hidráulica Kaplan exhibida en el museo
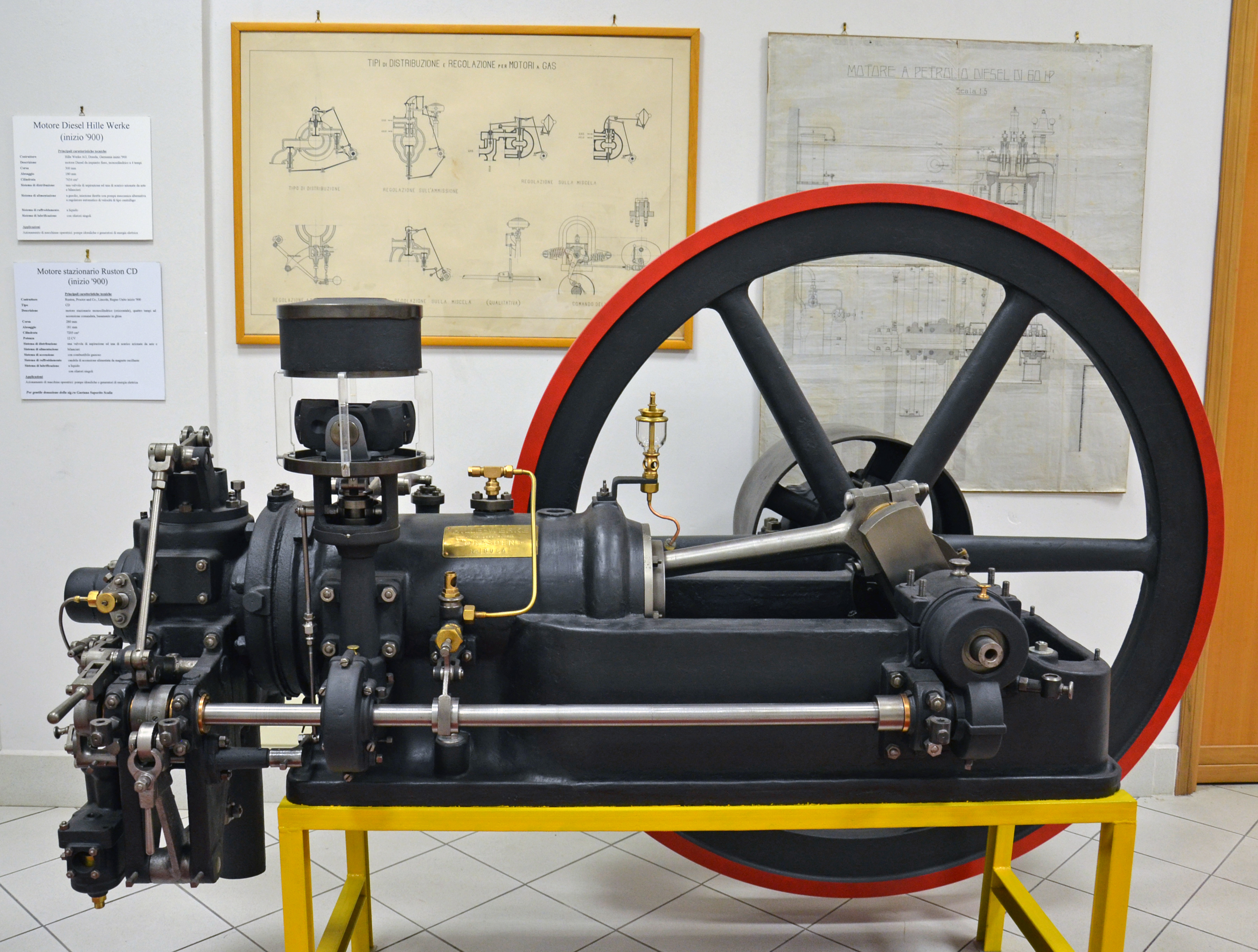
El motor estacionario de combustión interna diésel de un solo cilindro de 4 tiempos Hille Werke.
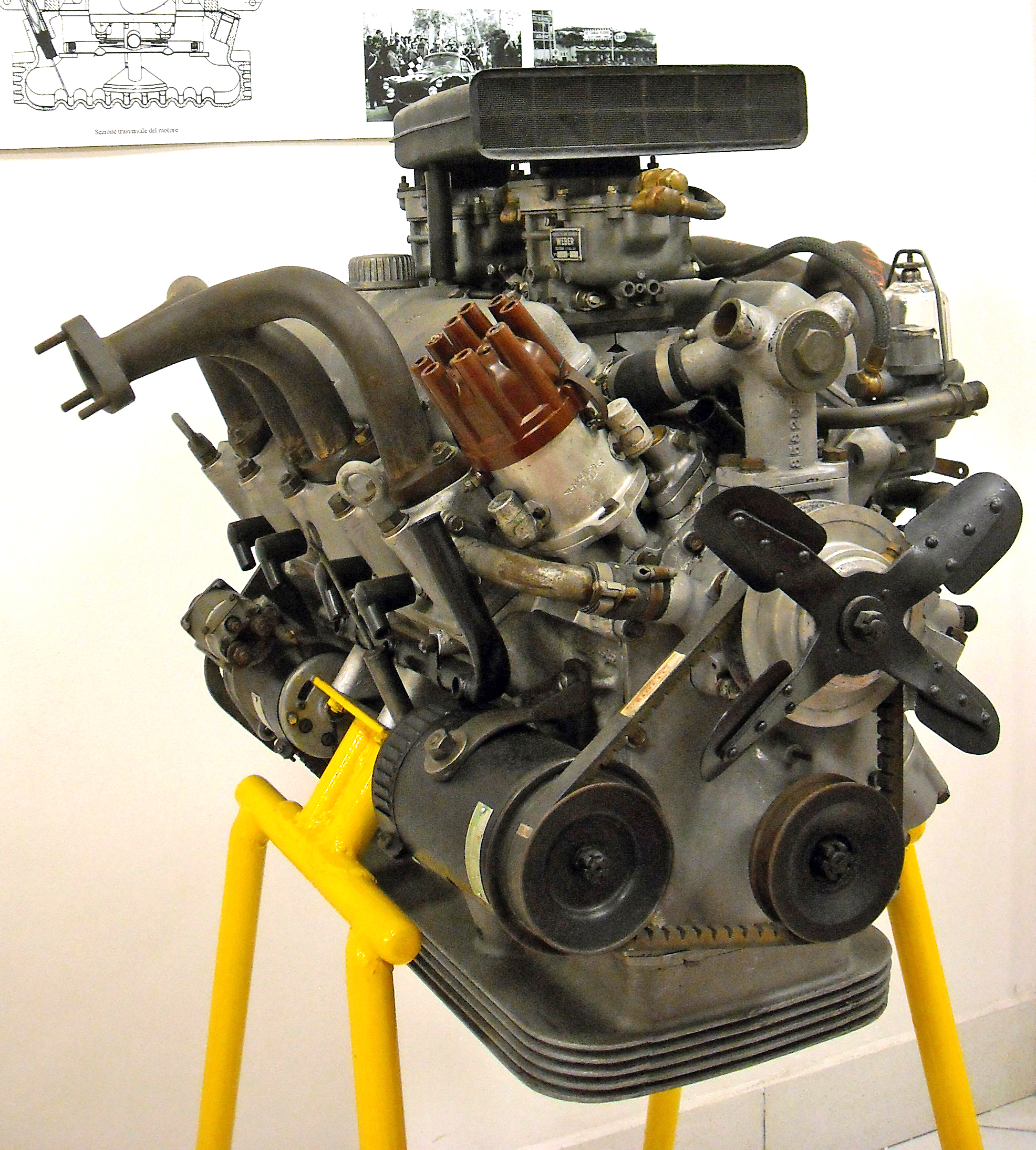
El motor FIAT 8V exhibido en el museo.
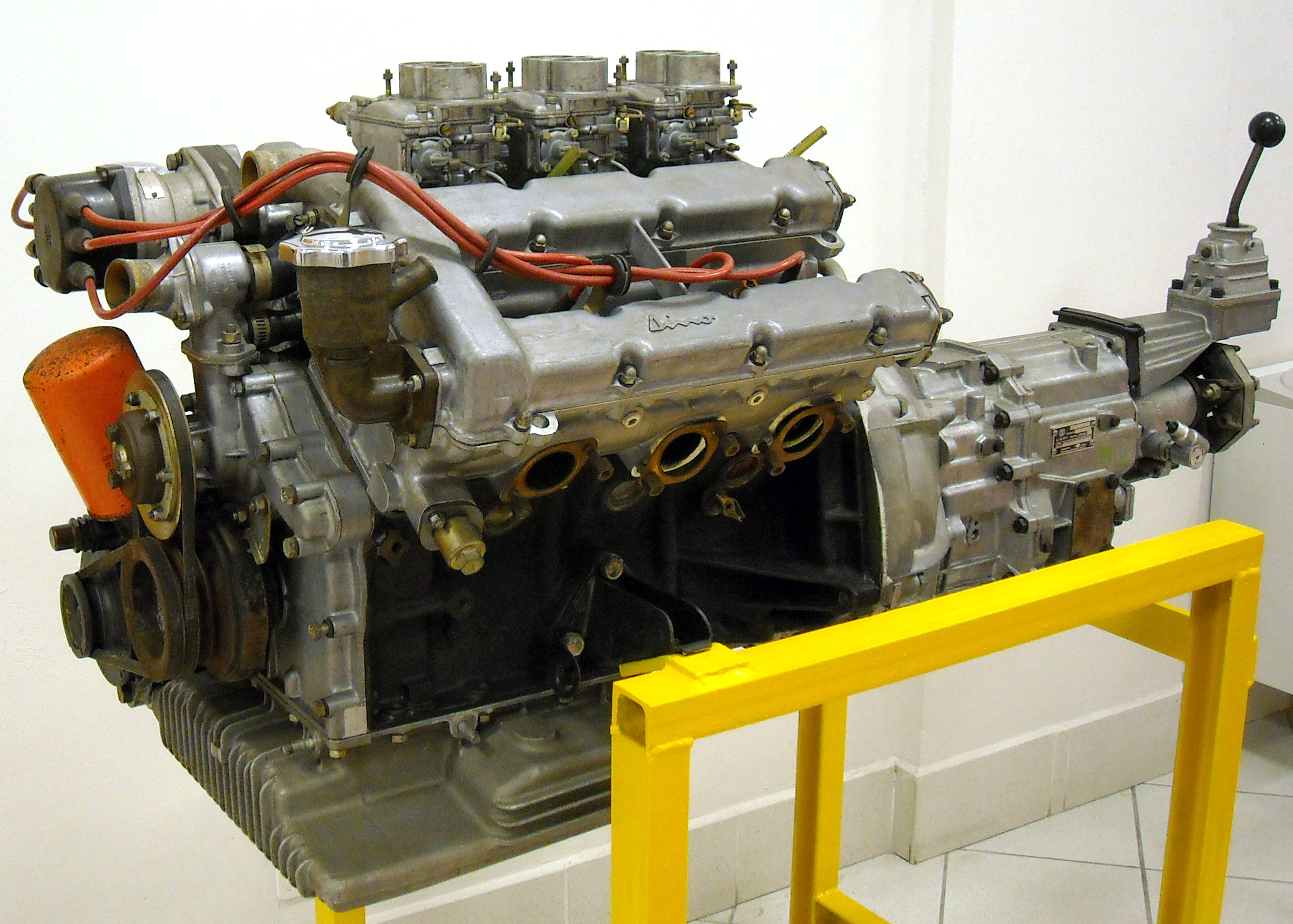
El FIAT Dino 2400 exhibido en el museo.
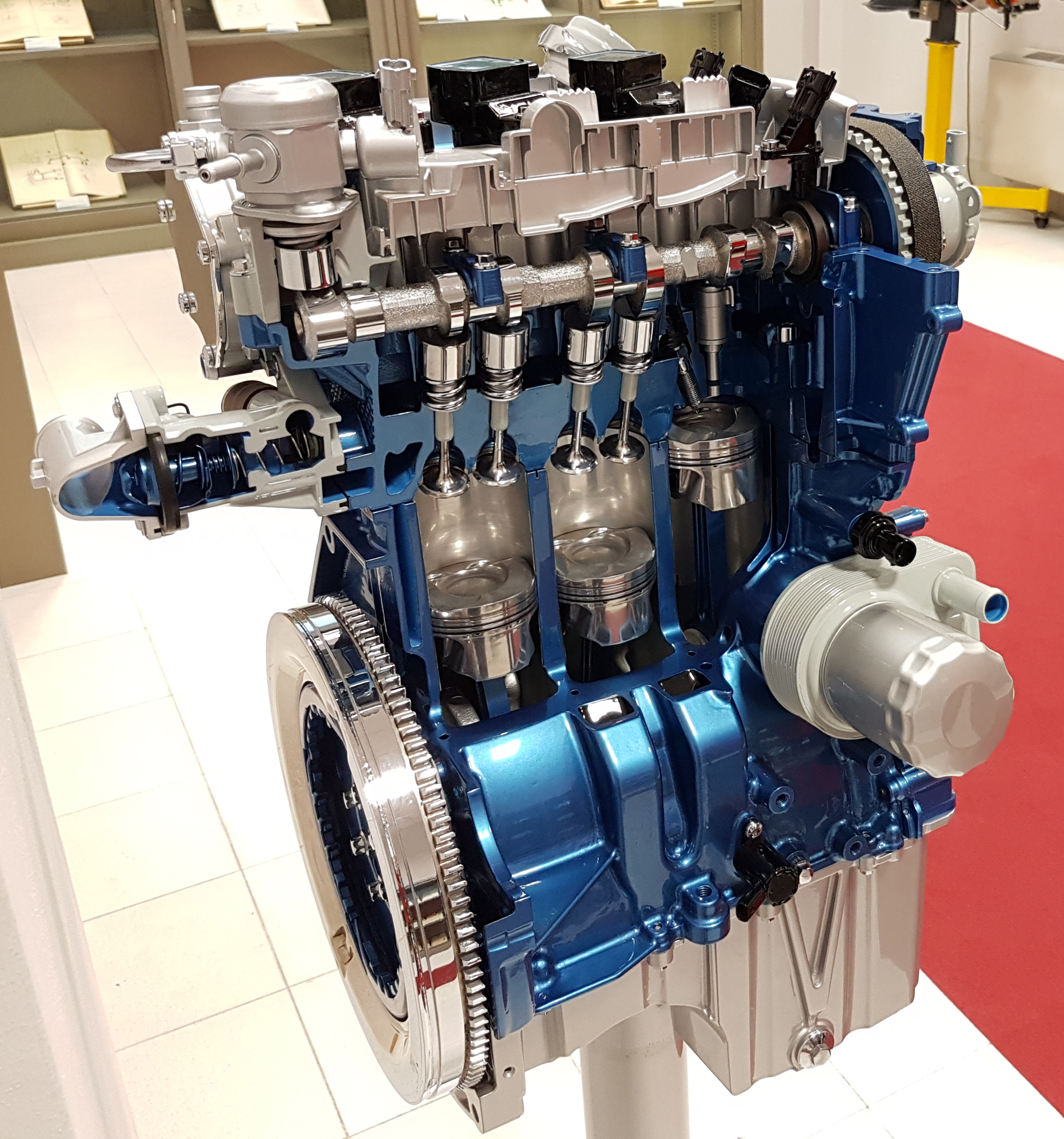
El motor automotriz Ford EcoBoost donado por Ford Italia y exhibido en el Museo de los Motores.
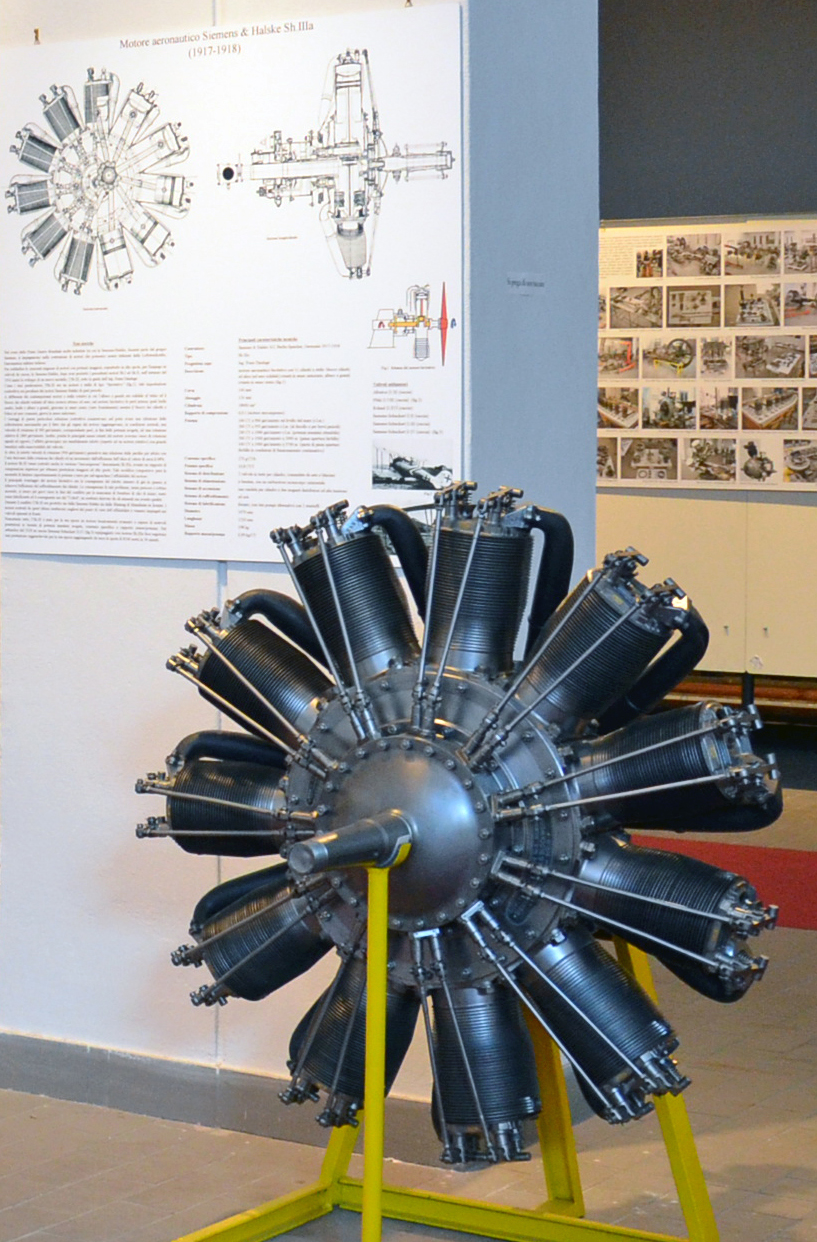
El motor Siemens Halske Sh.IIIa exhibido en el museo.
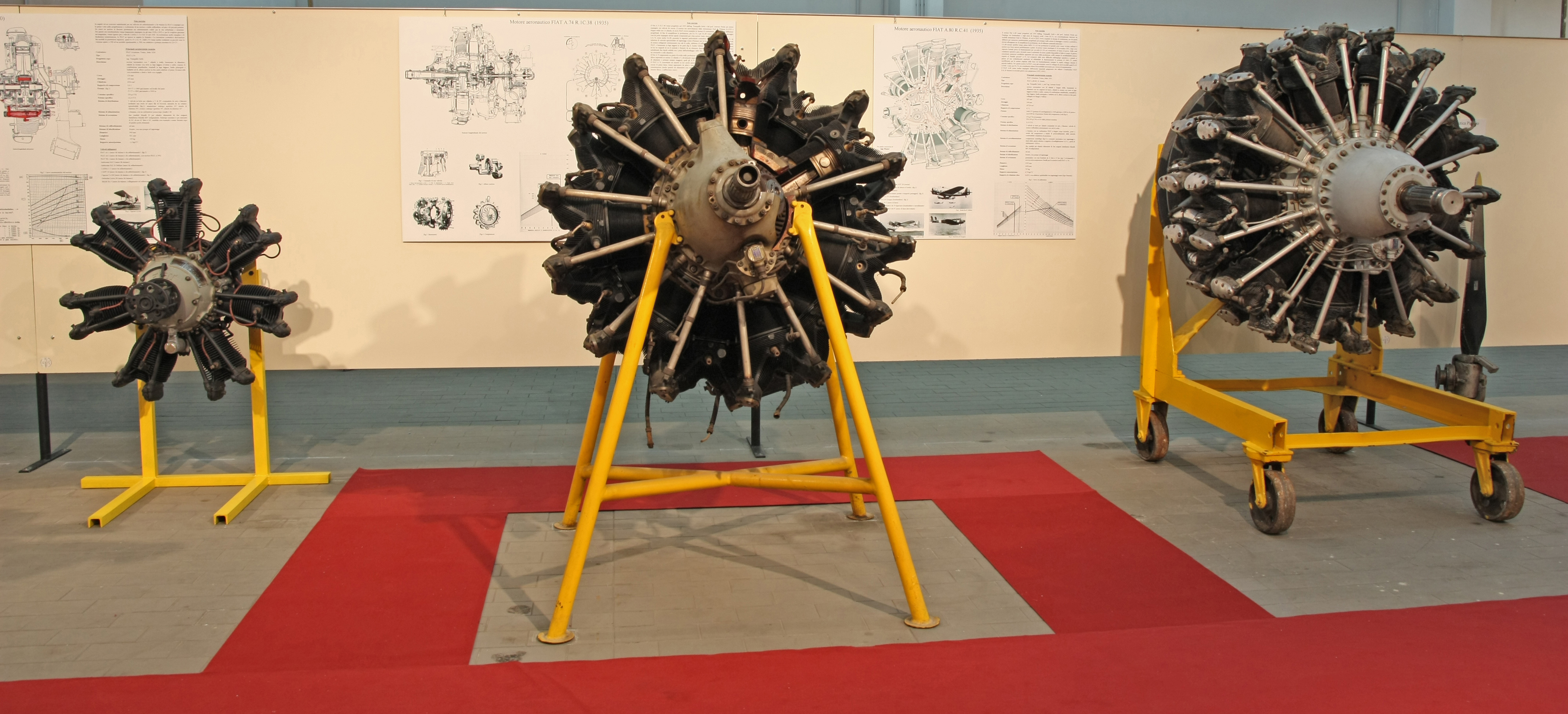
Motores de avión FIAT: FIAT A.50, FIAT A.74, FIAT A.80.
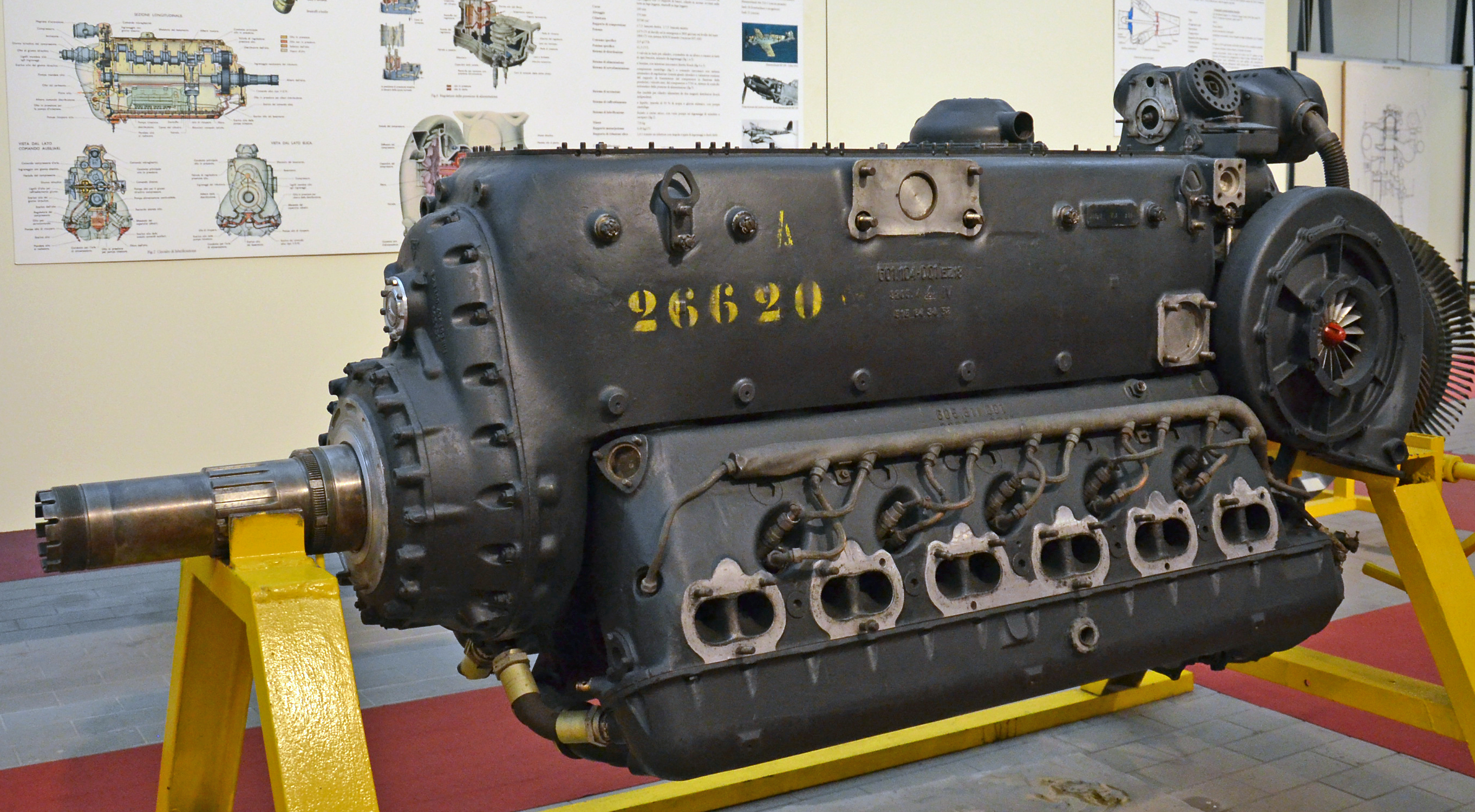
El motor Daimler-Benz DB605 exhibido en el museo.
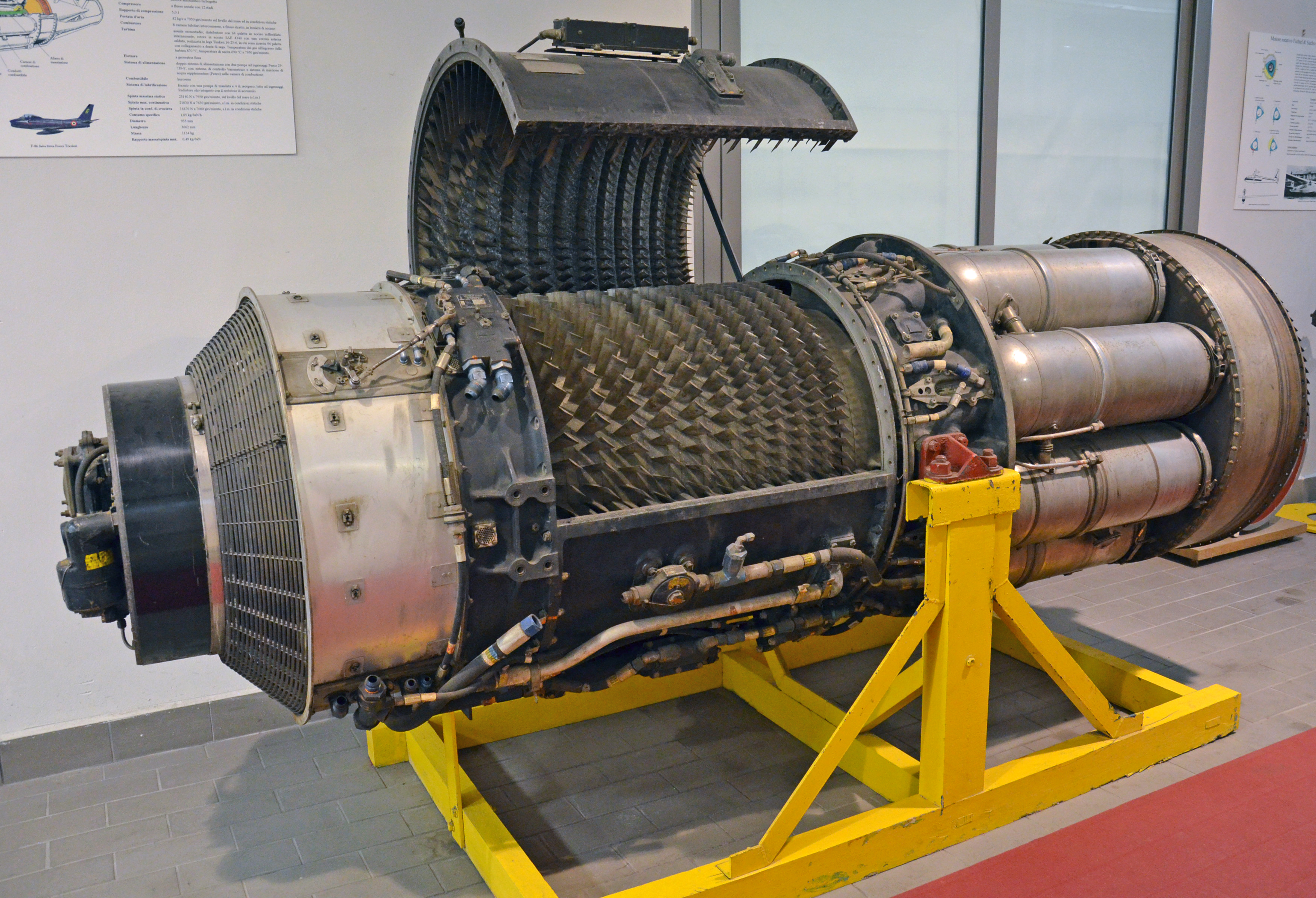
El motor a chorro General Electric J47 del Museo de los Motores.
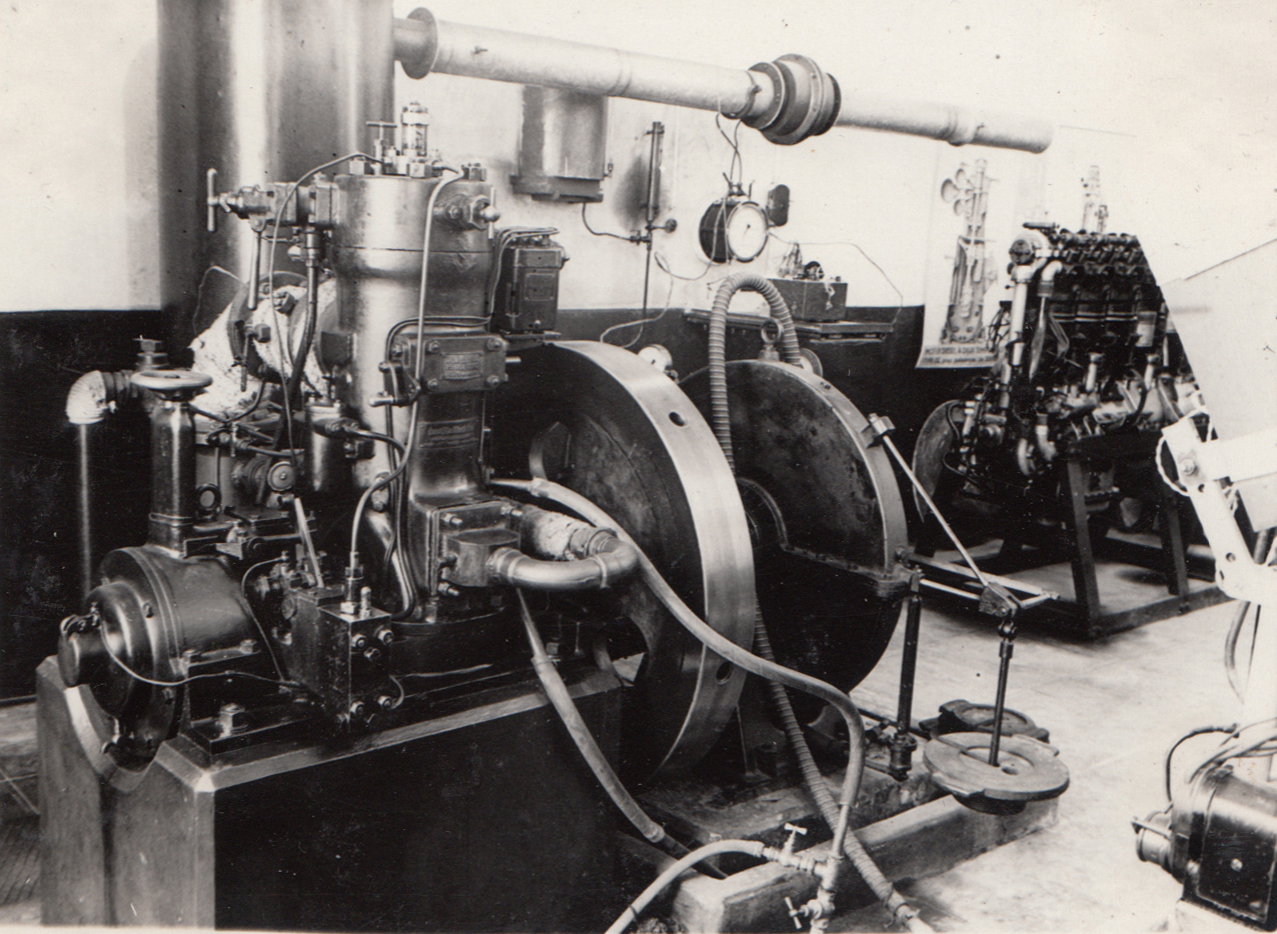
Fotos de la década de 1930 del Laboratorio de Ingeniería Mecánica de la Universidad de Estudios de Palermo..
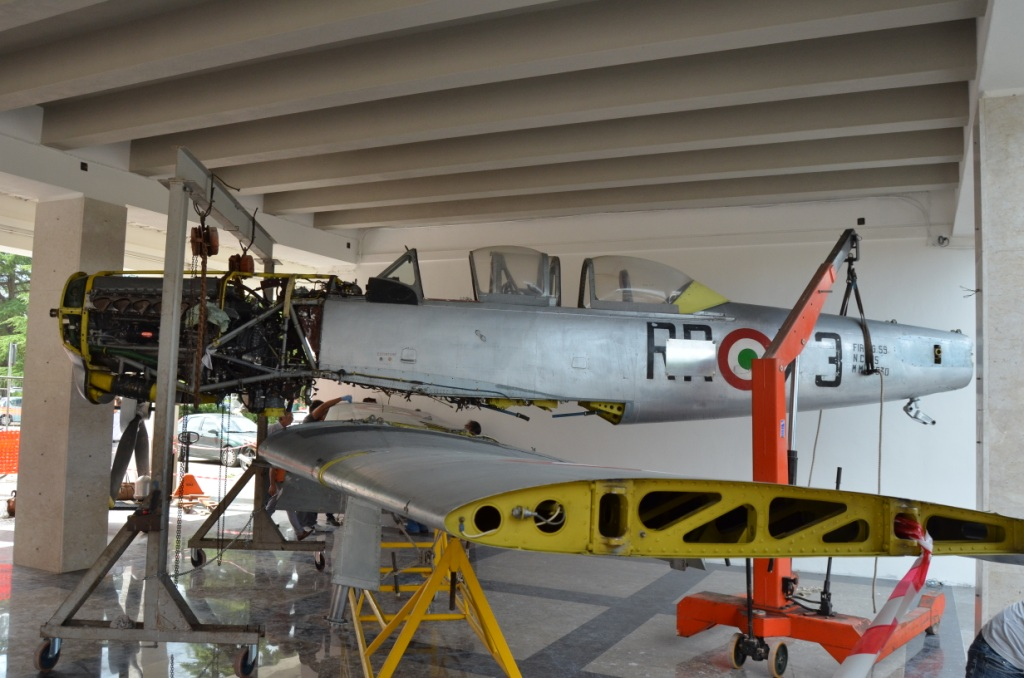
Una de las etapas de la restauración y musealización del histórico avión FIAT G.59 4B.
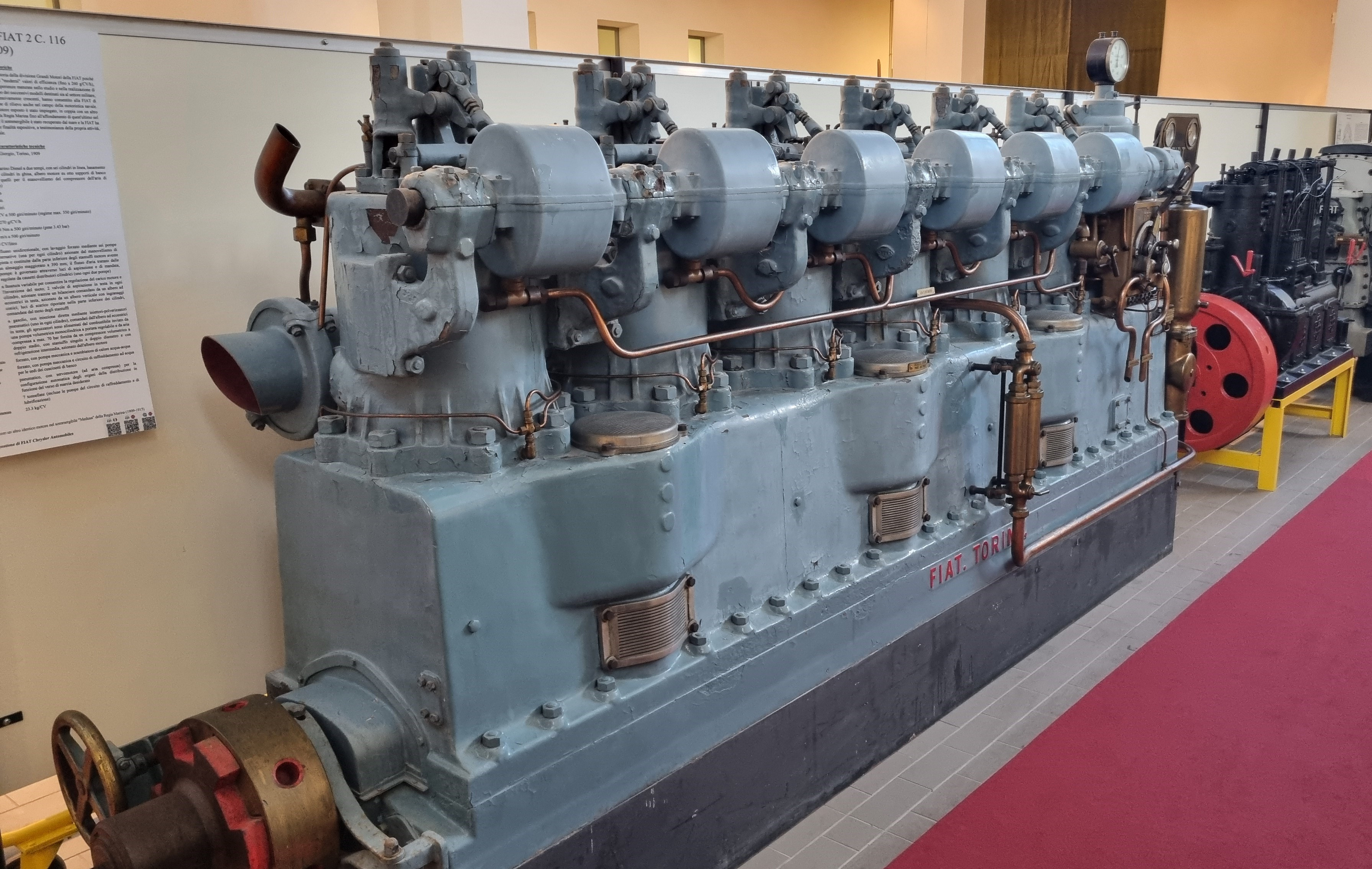
El motor marino FIAT 2C. 116, equipado en el submarino Medusa.